# Луштица (Херцег Нови)
Луштица је насеље у општини Херцег Нови, у Црној Гори. Према попису из 2011. било је 311 становника (према попису из 2003. било је 338 становника).
Насеље Луштица обухвата већи део истоименог полуострва и има дванаест села и засеока смештених изнад заравни обрадиве земље, раштрканих по средини и ободу полуострва.

## Становништво
Становништво је некад живело од стоке, виноградарства и производње квалитетног маслиновог уља које је надалеко било познато (луштичко уље и сир из уља), тако да је највећи просперитет овог краја остварен током XVII и XVIII века. Године 1933. на Луштици је било засађено око 100.000 стабала маслина, а она је као и у целој Боки сматрана светим дрветом. Маслиновом гранчицом китиле су се куће, славска погача и светила се водица. Свака кућа имала је млин за маслине. Данас су многе од њих запуштене или затворене. У прошлости је Луштица имала велики број капетана и бродовласника који су са својих путовања доносили разне предмете, па су богатије куће били прави мали етно-музеји.

## Грађевине
Радованићи су централно, највеће и главно село Луштице. Ту се налази црква Светог Николе - заштитника путника и помораца. Овај храм је изграђен 1117. године (првобитно) по предању га је освештао Свети Сава. Занимљиво је да је њена фасада била обојена у црвено. у основи то је једнобродни крстообразни храм, са звоником на преслицу са три звона. храм Светога Николаја је Саборни храм. 3вона на храму су дар капетана Мижевића. У селу Мркови се налазе два храма а посвећени су Васкрсењу Лазаревом израђен 1605. године и Светој преподобномученици Параскеви изграђен по предању у другој половини деветог вијека. У Луштици постоји 18 цркава и двије римокатоличке. У приобаљу полуострва стотињак метара од увале Миришта на малом шкољу подигнут је жањички манастир, посвећен Ваведењу пресвете Богородице.
У непосредној близини острва Мамула, на рту Арза се налази једна од најлепших тврђава јужног Јадрана из доба Аустроугарске. Надомак Арзе је плажа Жањиц, а у близини је и Плава шпиља јединствена на овом делу Јадрана.

## Насеља
Насељу Луштица припадају засеоци: Мижевићи, Мардари, Бргули, Беговићи, Замбелићи, Радованићи, Ераци, Тићи, Мркови, Клинци, Росе, Забрђе и Жањиц. Росе и Жањиц су једина места у Луштици смештена уз море у која се може доћи бродом из Херцег-Новог или путем Тиват—Кртоли—Росе. Росе има изглед типичног медитеранског места са редом кућа на спрат уз море у стилу бокељске архитектуре.

### Клинци
Клинци се налазе на надморској висини од 180 метара. Ријеч је о насељу разбијеног типа и састоји се од два засеока. Доминира над читавим подручјем пружајући импресиван видик на отворено море, уз панораму Радованића, увале Жањиц, острва Мамула, улаза у Бококоторски залив и залеђе Херцег Новог.
Насеље и околина представљају снажан контраст питомог медитеранског и грубог карстног пејзажа.
Претпоставља се да је настало још у 15. вијеку, а да је име добило по презимену прве насељене породице – Клинчић, која се помиње и у списима Которског архива. Постанак села се губи у недогледној прошлости. Нека од данашњих племена се помињу у опћој читуљи луштичкој, која се чува у манастиру Савина, а написана је на почетку 18. вијека - пише Сава Накићеновић.
У Клинцима живи педесетак мјештана или 8 стално насељених породица - Калуђеровићи, Радовићи, Поповићи - у око 15 стамбених кућа.
Породице се претежно баве туризмом, пољопривредом, а преци су били махом морепловци.
У овом кроз претходне вијекове добро развијеном селу отворена је прва луштичка основна школа на народном језику, 1878. године.

#### Архитектура
Архитектура Клинаца карактеристична је за Луштицу. Покућство које се у домовима налази доношено је вијековима из свих крајева свијета гдје су вични луштички поморци ишли, па су ове куће прави мали етно музеји са вриједним колекцијама, од портрета предака помораца, до егзотичних предмета са другог краја свијета.

#### Споменици
Пет храмова у овом питомом мјесту који су посвећени Светом архангелу Михаилу, Светом Сави, Светом Пантелејмону, Светом Трифуну и Светом Харитону исповједнику.
Црква Светог архангела Михаила, сазидана је 1670. године, а натпис са иконостаса открива да је он рад Рафаила Зографа из 18. вијека. У цркви се налази Триод, у коме се помиње Стефан од града Скадра, односно Стефан Скадарник - штампар из 16. вијека, као и Зборник којег је написао ердељски митрополит Генадије 1580. године. Овдје се вјековима чувају и неколико ручних крстова, сребрних са дрвеним минијатурама, донијетих из Јерусалима.
Црква Светог Трипуна у Клинцима, једна од најзанимљивијих луштичких цркава. Налази се на природном узвишењу с кога се отвара поглед на море и унутрашњи дио Бококоторског залива. Скромна је по изгледу и пропорцијама, једнобродна. Почетком 20. вијека обновио је Раде Калуђеровић из Клинаца. 1953. дјелимично је очишћен остатак црквене фреске.
Од идентификованих археолошких налазишта (према наводима из књиге '22 саге о Херцег Новом', Лазара Сеферовића) вриједи поменути античке налазе обала, те гомиле и градине из праисторије и раног средњег вијека.

## Демографија
У насељу Луштица живи 275 пунолетних становника, а просечна старост становништва износи 45,2 година (44,4 код мушкараца и 45,9 код жена). У насељу има 120 домаћинстава, а просечан број чланова по домаћинству је 2,78.
Становништво у овом насељу веома је хетерогено, а у последња три пописа, примећен је пад у броју становника.
|  |

| Демографија | Демографија | Демографија |
| Година      | Становника  | Становника  |
| ----------- | ----------- | ----------- |
|             |             |             |
|             |             |             |
|             |             |             |
|             |             |             |
| 1948.       | 673         |             |
| 1953.       | 681         |             |
| 1961.       | 649         |             |
| 1971.       | 570         |             |
| 1981.       | 452         |             |
| 1991.       | 341         | 338         |
| 2003.       | 337         | 338         |
| 2011.       |             | 311         |

| Етнички састав према попису из 2011.‍ | Етнички састав према попису из 2011.‍ | Етнички састав према попису из 2011.‍ | Етнички састав према попису из 2011.‍ | Етнички састав према попису из 2011.‍ |
| ------------------------------------ | ------------------------------------ | ------------------------------------ | ------------------------------------ | ------------------------------------ |
|                                      |                                      |                                      |                                      |                                      |
| Срби                                 | Срби                                 |                                      | 159                                  | 51,12%                               |
| Црногорци                            | Црногорци                            |                                      | 90                                   | 28,94%                               |
| Руси                                 | Руси                                 |                                      | 7                                    | 2,25%                                |
| неизјашњени                          | неизјашњени                          |                                      | 36                                   | 11,57%                               |

| Година пописа     | 1948. | 1953. | 1961. | 1971. | 1981. | 1991. | 2003. |
| ----------------- | ----- | ----- | ----- | ----- | ----- | ----- | ----- |
| Број домаћинстава | 190   | 174   | 172   | 160   | 128   | 115   | 120   |

| Број чланова      | 1   | 2  | 3  | 4  | 5  | 6  | 7 | 8 | 9 | 10 и више | Просек |
| ----------------- | --- | -- | -- | -- | -- | -- | - | - | - | --------- | ------ |
| Број домаћинстава | 120 | 37 | 28 | 20 | 11 | 11 | 9 | 4 | 0 | 0         | 0      |

| Пол    | Укупно | Неожењен/Неудата | Ожењен/Удата | Удовац/Удовица | Разведен/Разведена | Непознато |
| ------ | ------ | ---------------- | ------------ | -------------- | ------------------ | --------- |
| Мушки  | 136    | 42               | 85           | 3              | 5                  | 1         |
| Женски | 150    | 23               | 72           | 42             | 10                 | 3         |
| УКУПНО | 286    | 65               | 157          | 45             | 15                 | 4         |

| Пол    | Укупно                    | Пољопривреда, лов и шумарство | Рибарство                            | Вађење руде и камена | Прерађивачка индустрија       |
| ------ | ------------------------- | ----------------------------- | ------------------------------------ | -------------------- | ----------------------------- |
| Мушки  | 49                        | 1                             | 0                                    | 3                    | 1                             |
| Женски | 14                        | 1                             | 0                                    | 0                    | 0                             |
| УКУПНО | 63                        | 2                             | 0                                    | 3                    | 1                             |
| Пол    | Производња и снабдевање   | Грађевинарство                | Трговина                             | Хотели и ресторани   | Саобраћај, складиштење и везе |
| Мушки  | 3                         | 11                            | 1                                    | 7                    | 9                             |
| Женски | 0                         | 1                             | 2                                    | 5                    | 1                             |
| УКУПНО | 3                         | 12                            | 3                                    | 12                   | 10                            |
| Пол    | Финансијско посредовање   | Некретнине                    | Државна управа и одбрана             | Образовање           | Здравствени и социјални рад   |
| Мушки  | 0                         | 0                             | 7                                    | 2                    | 1                             |
| Женски | 1                         | 0                             | 1                                    | 1                    | 1                             |
| УКУПНО | 1                         | 0                             | 8                                    | 3                    | 2                             |
| Пол    | Остале услужне активности | Приватна домаћинства          | Екстериторијалне организације и тела | Непознато            | Непознато                     |
| Мушки  | 1                         | 0                             | 0                                    | 2                    | 2                             |
| Женски | 0                         | 0                             | 0                                    | 0                    | 0                             |
| УКУПНО | 1                         | 0                             | 0                                    | 2                    | 2                             |